# Chet Baker Sings and Plays from the Film « Let's Get Lost »
 (juillet 2017).
Si vous disposez d'ouvrages ou d'articles de référence ou si vous connaissez des sites web de qualité traitant du thème abordé ici, merci de compléter l'article en donnant les références utiles à sa vérifiabilité et en les liant à la section « Notes et références ».
Albums de Chet Baker
The Art of the Ballad
(1988) Chet on Poetry
(1989)
Chet Baker Sings and Plays from the Film « Let's Get Lost » est un album du trompettiste, bugliste et chanteur de jazz américain Chet Baker, sorti à la fin des années 80.

## Présentation
Le titre est dérivé de la chanson Let's Get Lost de Jimmy McHugh et Frank Loesser, écrite pour le film Happy Go Lucky (en) de 1943, que Baker a enregistré pour Pacific Records.
Let's Get Lost est un film documentaire musical écrit et réalisé en 1988 par le photographe et cinéaste américain Bruce Weber, avec comme sujet la vie et la carrière du trompettiste de jazz Chet Baker.
Le film présente des prestations de Baker des années 1950 et 1960 ainsi que d'autres nouvellement enregistrées, en 1987. L'album de la bande originale du film est publié sur le label RCA Novus en 1989.

## Liste des titres
| 1.    | Moon & Sand (Motivo di Raggio di Luna)                                            | Alec Wilder, Morty Palitz, William Engvick                                                   | 5:33 |
| 2.    | Imagination                                                                       | Jimmy Van Heusen, Johnny Burke (1940)                                                        | 4:55 |
| 3.    | You’re my thrill                                                                  | Jay Gorney, Sidney Clare (1933)                                                              | 5:00 |
| 4.    | For Heaven’s sake (Titre supplémentaire de l'édition CD)                          | Sherman Edwards, Elise Bretton, Donald Meyer                                                 | 4:52 |
| 5.    | Every Time we say goodbye                                                         | Cole Porter (1944)                                                                           | 4:48 |
| 6.    | I Don’t stand a ghost of a chance with you (Titre supplémentaire de l'édition CD) | Victor Young, Bing Crosby, Ned Washington (1932)                                             | 5:05 |
| 7.    | Daydream                                                                          | Billy Strayhorn, Duke Ellington, John La Touche (1941)                                       | 5:04 |
| 8.    | Zingaro (alias Portrait in black & white)                                         | Instrumental de Antônio Carlos Jobim sous le titre original Retrato Em Branco E Preto (1965) | 7:34 |
| 9.    | Blame it on my youth                                                              | Oscar Levant, Edward Heyman (1934)                                                           | 6:19 |
| 10.   | My one and only love                                                              | Guy Wood, Robert Mellin (1952)                                                               | 5:30 |
| 11.   | Everything Happens to me (Titre supplémentaire de l'édition CD)                   | Tom Adair, Matt Dennis (1940)                                                                | 5:21 |
| 12.   | Almost Blue                                                                       | Elvis Costello (1982)                                                                        | 3:13 |
| 63:14 |                                                                                   |                                                                                              |      |

## Crédits
| - Chet Baker : chant, trompette - Ralph Penland : batterie, percussions - John Leftwich : basse - Frank Strazzeri : piano - Nicola Stilo : guitare, flûte (titre 8) | - Production, direction artistique : Steve Backer - Production (associé), mixage : Joseph S. Debeasi - Producteur délégué : Bruce Weber, Nan Bush - Mastering : Tony Dawsey - Ingénierie : Gene Curtis assisté de Neil Dignon - Enregistrement : Jim Mooney, Philippe Omnès assistés de Jerry Wood - Photographie : Bruce Weber, Carole Reiff, Marcello Geppetti |